# Hasan Güngör
Hasan Güngör (ur. 5 lipca 1934 w Acıpayam, zm. 13 października 2011 w Denizli) – turecki zapaśnik. Dwukrotny medalista olimpijski.
Walczył w stylu wolnym, w kategorii średniej (do 79, a później 87 kg). Brał udział w dwóch igrzyskach (IO 60, IO 64), na obu zdobywał medale. Nie miał sobie równych w 1960, cztery lata później był drugi – przegrał z Bułgarem Prodanem Gardżewem. Był srebrnym (1962 i 1966) oraz brązowym medalistą (1957 i 1961) mistrzostw świata. W 1966 triumfował w mistrzostwach Europy i na igrzyskach śródziemnomorskich w 1963. Pierwszy w Pucharze Świata w 1958 roku.